# Juan María Bordaberry
Pour les articles homonymes, voir Bordaberry.
Juan María Bordaberry (né à Montevideo le 17 juin 1928 et mort le 17 juillet 2011), est un homme d'État uruguayen, le président de l'Uruguay, en fonction entre le 1er mars 1972 et le 27 juin 1973. Après le coup d'État du 27 juin, il demeure chef d'État, devenant le premier dictateur du pays jusqu'au 12 juin 1976, date à laquelle l'armée le remplace par Alberto Demicheli. Affilié au Parti Colorado aux tendances libérales, il est condamné pour crimes contre l'humanité et « attentat contre la Constitution », en raison du coup d'État, en février 2010.

## Biographie
Juan María Bordaberry Arocena est né le 17 juin 1928 dans la capitale Montevideo, en Uruguay, au sein de la famille politique influente des Bordaberry. Il était d'origine des Pyrénées-Atlantiques; son grand-père, Jacques Bordaberry, était un Basque natif de Pagolle, qui s'est installé à Durazno en 1865.
Son père, Domingo Bordaberry (es), a siégé au Sénat et a occupé des fonctions de leadership ruraliste, et était héritier de l'un des plus grands ranchs du pays. Sa mère, Elisa Arocena Folle, était la fille d'Alejo Gregorio Arocena Artagaveytia, neveu du magnat des affaires Ramón F. Artagaveytia Gómez, l'un des trois Uruguayens morts lors du naufrage du Titanic, et cousin et deuxième oncle d'Emilia Nicanora Artagaveytia Arocena, grand-mère paternelle de l'ex-sénateur du Parti national, Francisco Gallinal (es).

## Premiers postes en politique
Avant de se lancer dans la politique, il est éleveur. Bien que plus proche du Parti colorado, il est élu sénateur en 1963 sur les listes du Parti blanco. En effet, il avait rejoint la Liga Federal de Acción Ruralista (es) (« Ligue fédérale de l'action rurale ») de Benito Nardone, qui s'était alliée en 1958 au Parti blanco, Nardone entrant au Conseil national du gouvernement.
Le sénateur Bordaberry est en contact étroit avec l'ambassadeur des États-Unis, Wymberley Coerr. En 1969, il fait passer la Ligue d'action ruraliste du Parti blanco au Parti colorado, apport de voix qui permet la victoire du Parti colorado, et, au sein de celle-ci, de la candidature de Jorge Pacheco Areco. Celui-ci intègre Bordaberry à son gouvernement, qui prend rapidement un ton très autoritaire, en tant que Ministre de l'Elevage et de l'Agriculture.

## Élection à la présidence
L'Union nationale réélectionniste (es), qui milite pour une réforme constitutionnelle afin de permettre à Pacheco Areco de briguer un second mandat, le présente néanmoins comme candidat à la présidence, flanqué de Jorge Sapelli (en) comme colistier, aux élections de novembre 1971, au cas où la réforme constitutionnelle serait rejetée.
Il est alors élu président avec 40,3 % des voix contre 40,1 % pour le candidat blanco, Wilson Ferreira Aldunate (es), tandis que le Front large (coalition de gauche tout juste créée) remporte 18,6 % des voix. Les élections sont néanmoins entachées de fraudes nombreuses, organisées notamment à l'instigation de la junte militaire brésilienne, en toute connaissance de cause et  avec le soutien passif de Richard Nixon, président des États-Unis, qui veut en effet éviter une version uruguayenne de la victoire de l'Unité populaire chilienne.
La campagne présidentielle est marquée par la crise économique et sociale, ainsi qu'un affrontement politique important, avec notamment l'activité de la guérilla des Tupamaros, qui ont toutefois baissé le ton lors de la campagne dans le cadre de leur « soutien critique » au Front large, tandis que les escadrons de la mort organisent des attentats, tentant notamment d'assassiner le candidat du Front, le général Líber Seregni.

## Président de la République
Son gouvernement, formé des secteurs les plus conservateurs et militaristes, continue la politique autoritaire de Jorge Pacheco Areco, en décrétant des mesures d'exception (medidas prontas de seguridad (es)).
Il accorde une plus grande priorité budgétaire aux militaires qu'à l'éducation et à d'autres secteurs sociaux et propose également une réforme universitaire afin d'éliminer l'autonomie des facultés et d'augmenter le pouvoir de l'armée et de la police.
En avril 1972, après l'assassinat par les Tupamaros du sous-secrétaire d'État à l'Intérieur Armando Costa y Lara, responsable des Escadrons de la mort, le Parlement vote l'« état de guerre interne », le 16 avril 1972, la torture étant alors généralisée tandis que les prisonniers politiques passent sous la coupe des tribunaux militaires. Toutes les libertés civiles sont suspendues, d'abord pendant trente jours mais plus tard prolongées par l'Assemblée générale jusqu'en 1973. Vers la fin de l'année, l'armée défait décisivement les Tupamaros, dont les membres survivants sont emprisonnés ou se sauvent hors des frontières du pays, une première vague de réfugiés arrivant au Chili en mai 1972.
Le 7 février 1973, Bordaberry nomme Antonio Francese, général à la retraite, au Ministère de la Défense, afin de remplacer Armando Mallet et d'affirmer son autorité sur l'armée. L'armée de terre et l'aviation s'y opposent, avec l'appui de la loge secrète et anti-communiste des lieutenants d'Artigas, réunissant blancos et colorados et dirigée par le général Mario Aguerrondo. Le chef de l'état-major, Gregorio Álvarez, déclare avec les chefs des différentes régions militaires qu'ils n'obéiraient pas à Francese. Le pays est au bord du coup d'État, les colonels poussant les généraux à faire un putsch, tandis que le contre-amiral Juan José Zorilla s'apprête à y résister, et que le blanco Wilson Ferreira Aldunate (es) propose à l'armée de destituer Bordaberry et de convoquer des élections. Finalement, le 12 février 1973, les militaires imposent à Bordaberry le Pacte de Boiso Lanza, qui créé le Conseil de sécurité nationale (COSENA), composé de quatre ministres (dont ceux des portefeuilles souverains) et du commandement de l'armée, qui impose sa ligne politique en matière de sécurité intérieure. Les nouveaux ministres de l'Intérieur et de la Défense, Néstor Bolentini et Walter Ravenna, sont nommés avec l'accord des militaires. La montée en puissance des militaires, commencée dès Jorge Pacheco Areco, s'accélère ainsi subitement.

## Dictateur
L'armée effectue un coup d'État le 27 juin 1973, occupant les stations service et décrétant la dissolution du Parlement (décret no 464/973). Bordaberry conserve son poste de président, mais sous la surveillance étroite d'un Conseil d'État formé de militaires. La Constitution est suspendue et les partis politiques sont interdits, tandis que les mouvements sociaux sont réprimés.
Au cours de cette dictature, des milliers de personnes furent torturées, emprisonnées ou encore tuées à cause de leurs idées politiques. Amnesty International a conclu en 1976 que le ratio prisonniers politiques par habitant était plus élevé en Uruguay que dans n'importe quel autre pays au monde.
L'Uruguay rejoint par ailleurs le plan Condor. Cet accord entre plusieurs dictatures latino-américaines, appuyé par les États-Unis, visait à faciliter l’espionnage, la répression et l’assassinat d'opposants politiques.
En 1975, Bordaberry propose une réforme visant à l'anéantissement complet des partis déjà illégaux et à l'établissement d'un régime inspiré du franquisme.
Le 12 juin 1976, Bordaberry est renversé par Alberto Demichelli Lizaso, président du Conseil de l'État.

## Condamnation en 2010
La politique de Bordaberry reçoit l'appui de la Comunión Tradicionalista Carlista, un groupe carliste de la droite catholique traditionaliste, auquel est lié de très près son secrétaire de la présidence Álvaro Pacheco Seré. Son fils, Santiago Bordaberry, milite pour le carlisme traditionaliste.
Une plainte est déposée contre lui le 15 novembre 2002, accompagnée de la signature de 1 500 personnes, pour son rôle clef lors du coup d'État et la dictature. En mars 2006, il est inculpé par la justice uruguayenne, accusé d'avoir violé la Constitution et d'être le responsable de crimes contre l'humanité en ayant organisé les disparitions forcées et la torture de milliers d'opposants. Il a été en particulier inculpé et mis en détention préventive le 17 novembre 2006, avec le chancelier Juan Carlos Blanco, pour l'assassinat des parlementaires Zelmar Michelini et Hector Gutierrez Ruiz ainsi que des Tupamaros Rosario Barredo et William Whitelaw, enlevés en mai 1976 en Argentine avec un militant communiste uruguayen. En décembre 2006, un autre magistrat l'inculpe aussi de la disparition forcée d'une dizaine de personnes (crime imprescriptible).
Il est cependant transféré à l'hôpital de Montevideo en janvier 2007 pour des problèmes pulmonaires, et bénéficiait depuis d'une assignation à résidence. Sa retraite de président de la République est suspendue en février 2008. Son fils, Pedro Bordaberry, est le candidat colorado à l'élection présidentielle de 2009.
Lors d'un arrêt historique, il est condamné le 10 février 2010 par la juge Mariana Mota à 30 ans de prison pour « attentat contre la Constitution » (violation art. 117 Code pénal), la décision sanctionnant spécifiquement le coup d'État du 23 juin 1973, ainsi que pour neuf délits de disparitions forcées et, en tant que coauteur, de deux « homicides politiques », tous qualifiés de crimes contre l'humanité,. Les magistrats ont alors jugé inconstitutionnelle la loi d'amnistie (ley de caducidad) et donné force constitutionnelle aux traités internationaux, en vertu de l'art. 72 de la Constitution.